# George Percy
För hertigen av Northumberland, se George Percy, 5:e hertig av Northumberland

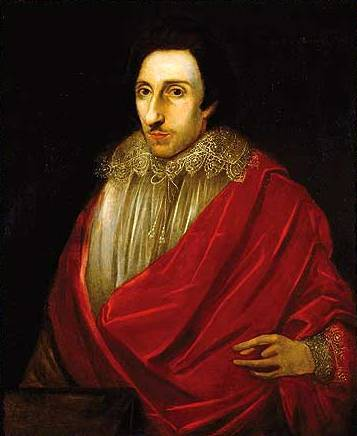
George Percy

George Percy, född 4 september 1580, död 1632 var en engelsk upptäckare, författare och tidig kolonialguvernör i  Virginia.
Han var yngste son till Henry Percy, 8:e earl av Northumberland och Catherine Neville. Han var sjuklig under en stor del av sitt liv, möjligen led han av epilepsi eller astma. Han utexaminerades från University of Oxford 1597. 
George Percy gifte sig aldrig och fick inga barn.[källa behövs]